# Schloss Herzogswalde

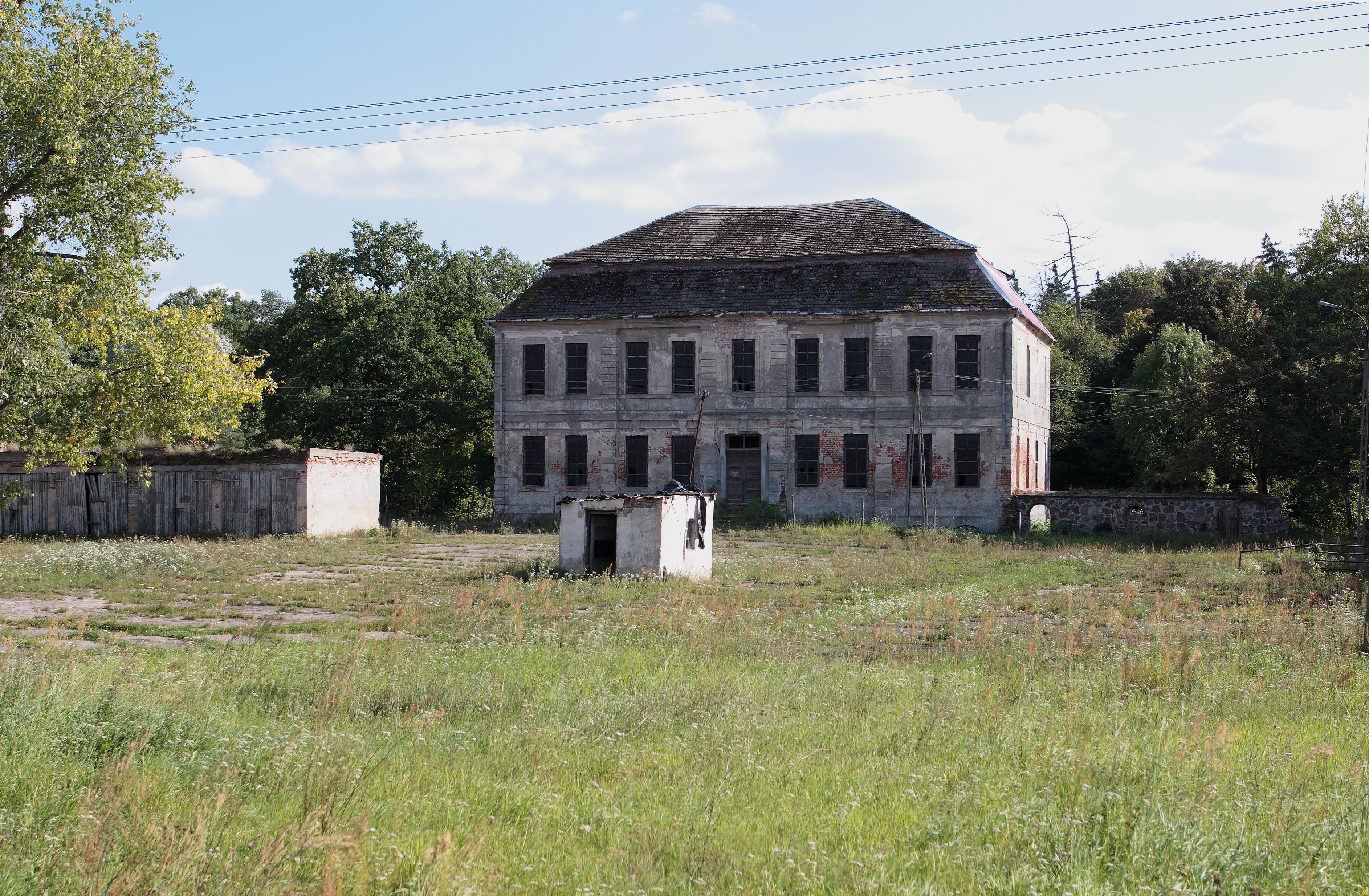
Schlossruine Herzogswalde

Die Ruine des Schlosses Herzogswalde befindet sich in Żubrów, 5 km nördlich von Sulęcin, Woiwodschaft Lebus. Der Ort liegt in der Landsberger Heide (Puszcza Gorzowska) am Rand der Zielenziger Seenlandschaft.
Die erste urkundliche Erwähnung des Ortes stammt von 1461, als die von Waldow unter anderem Gut Herzogswalde und Königswalde besaßen. Ab 1685 war das Rittergut für 30 Jahre an die Witwe des Lagower Amtsmanns Lukanus verpfändet, gelangte aber schon 1698 an die von Waldow zurück. Das Herrenhaus entstand vermutlich nach 1698. Im Jahr 1731 kam das Gut in Besitz der von Schöning, am Beginn des 19. Jahrhunderts in Besitz der Gräfin von Schmettau, dann Wilhelm von Rosenstiels. Zum Gut gehörten damals das Vorwerk Marienwalde, eine Ziegelei und eine Wassermühle. Im Jahr 1945 war das Schloss an Adolf von Bülow verpachtet.
In der zweiten Hälfte des 18. Jahrhunderts, vermutlich nach Ende des Siebenjährigen Kriegs, fand ein kleinerer Umbau statt, bei dem die repräsentative Haupttreppe umgestaltet wurde, und ein Durchbruch zum Vestibül zur nördlichen Nebentreppe geschaffen wurde.
Nach 1945 wurde das Schloss zunächst Sitz des örtlichen Militärs. Das Gut wurde an eine PGR angeschlossen. Heute ist die Ruine in Privatbesitz.

## Bauwerk
Der Außenbau, ein vollständig verputzter Backsteinbau, hat die Maße 27 m × 15,5 m und trägt ein Mansardendach, eine Dachform, die in Brandenburg um 1700 in Mode kam.  Bemerkenswert ist die große Stärke der in Backstein errichteten und mit Feldstein verstärkten Außenmauern, die auf Verwendung von Mauerpartien eines Vorgängerbaus hindeuten. Das Hauptportal hat eine kegelförmige Freitreppe mit durchbrochener Sandsteinbrüstung. Während die Eingangsseite 9-achsig gestaltet ist, ist die Gartenseite, an der sich im Inneren größere Räume befinden, 7-achsig. Die Eingangsfassade weist einen einachsigen Pseudorisaliten im Mittelteil und 2-achsige seitliche Pseudorisalite auf. Die Wirtschaftsgebäude gruppieren sich um einen rechteckigen Hof, der zwischen Dorfstraße und Schloss liegt.

## Park
Der Park ist ein frei gestalteter Landschaftspark auf fünfeckigem Grundriss mit verschlungenem Wegesystem. In der Sichtachse des Schlosses liegt eine Wiese und ein kleiner Teich, der heute jedoch stark versumpft ist. In östlicher Richtung davon befindet sich eine durch ein Hainbuchenspailer vom Dorf abgetrennter Gartenbereich.